# Arthur Bernard Cook
Pour les articles homonymes, voir Cook.
Arthur Bernard Cook (22 octobre 1868 à Hampstead - 26 avril 1952 à Cambridge) est un archéologue et érudit classique britannique, surtout connu pour son ouvrage en trois parties, Zeus : A Study in Ancient Religion.

## Jeunesse et éducation
Arthur Bernard Cook est né à Hampstead, Londres, le 22 octobre 1868. Il est le fils de William Henry Cook (1825-1882) et de Harriet Bickersteth (1830-1918). La famille de sa mère comprend des érudits ecclésiastiques de l'époque, notamment Edward Bickersteth (doyen de Lichfield) (1814-1892), Edward Bickersteth (évêque d'Exeter) (1825-1906) et Edward Bickersteth (évêque du sud de Tokyo) (1850-1897) .
Cook fait ses études à la St. Paul's School, où il remporte plusieurs prix académiques. Il obtient une maîtrise du Trinity College de Cambridge . La médaille d'or du chancelier est un prix annuel distingué décerné à l'Université de Cambridge pour la poésie, parallèlement au prix Newdigate de l'Université d'Oxford. Le poème de Cook, le château de Windsor, remporte la médaille d'or du chancelier pour la poésie à Cambridge en 1889. En 1893, il reçoit une bourse prestigieuse au Trinity College ,.

## Carrière
De 1892 à 1907, Cook est professeur de grec au Bedford College de Londres. En 1900, il devient membre du Queens' College de Cambridge. De 1907 à 1931, il est lecteur d'archéologie classique à l'Université de Cambridge. Il devient professeur Laurence d'archéologie classique à Cambridge en 1931, où il avait occupé le poste de lecteur, jusqu'en 1934. De 1935 à 1952, Cook est vice-président du Queens' College . Cook est élu membre de la British Academy for the humanities and social sciences en 1941 . Le professeur Cook est décédé à Cambridge le 26 avril 1952 .
Cook est souvent considéré comme l'un des Ritualistes de Cambridge, et bien qu'il n'ait pas produit d'ouvrages théoriques, il est qualifié de "peut-être le disciple le plus typique" de James George Frazer .

## Publications
- La base métaphysique de l'éthique de Platon (1895)
- Zeus. Une étude sur la religion ancienne. (1914-1925)
  - Tome 1 : Zeus, dieu du ciel radieux, Biblo-Moser, 1er juin 1964, (ISBN 0-8196-0148-9) (réimpression)
  - Tome 2 : Zeus, dieu du ciel noir (Tonnerre et Foudre), Biblo-Moser, 1er juin 1964, (ISBN 0-8196-0156-X)
  - Tome 3 : Zeus, dieu du ciel noir (tremblements de terre, nuages, vent, rosée, pluie, météorites)